# Edipo e la Sfinge (Ingres)
Edipo e la Sfinge (o Edipo spiega l'enigma della Sfinge o Edipo risolve l'indovinello della Sfinge) è uno dei lavori giovanili del pittore francese Jean-Auguste-Dominique Ingres.

## Storia
Ingres condusse un primo studio dell'opera nel biennio 1808-09 in un formato contenuto, mentre si trovava in Italia, per poi passare tra il 1825 e il 1827 alla dimensione finale, ampliando la tela - in alto, a destra e a sinistra con tre strisce larghe rispettivamente 31, 31 e 20 cm - ed aggiungendo così molti dettagli. La composizione reca, in basso a sinistra, sul grande masso, la scritta "I. Ingres Pingebat 1808".
L'opera, che nel 1829 uscì dallo studio di Ingres, pervenne intorno al 1839 al duca d'Orléans. Nel 1853 riapparve sul mercato e quindi passò a far parte della collezione Tanneouy-Duchâtel, dalla quale, tramite lascito (1878), approdò al Louvre.

## Descrizione e stile
Realizzato in stile neoclassico, il dipinto rappresenta il momento in cui Edipo rivela la soluzione da lui proposta dell'enigma impostogli dal mostro; se non vi fosse difatti riuscito essa lo avrebbe divorato.
La tela distingue, attraverso il contrasto della luce che mette in evidenza l'eroe mitico e l'oscurità che regna attorno alla Sfinge, il contrasto che vige tra l'intelletto e la forza bruta. Ai piedi delle due figure contrapposte si trovano i resti umani di coloro che non sono stati capaci di sciogliere l'indovinello. Sullo sfondo un altro personaggio, non presente nel mito originale, ma con esso Ingres ci riesce a comunicare l'agitazione presente nella città di Tebe che compare sullo sfondo. La ripresa del mito di Edipo e la sfinge viene però riletta in chiave romantica, ovvero di qualcosa di incerto non ben definito, e usa la classicità semplicemente come una storia senza un insegnamento celato come nel mito.